# Otuziki
Otuziki è un comune dell'Azerbaigian situato nel distretto di İmişli. Conta una popolazione di 1 399 abitanti.